# Stefan Shundi
Stefan Shundi (Tirana, 1906 – Tirana, 1947) è stato uno scrittore, critico letterario, avvocato, dirigente sportivo e calciatore albanese; fu presidente dell'SK Tirana nel periodo 1933-1936.

## Biografia
Stefan Shundi nacque nel 1906 a Tirana (allora parte dell'Impero ottomano). Studiò prima in Austria e poi in Italia, dove si laureò all'Università di Milano. Nel 1929 fu eletto dal governo del Re di Albania, Zog I, insieme con altri studenti albanesi in Italia, a partecipare, nei Paesi Bassi, a una cerimonia ufficiale per onorare Lodewijk Thomson. Thomson era stato un militare olandese morto in Albania nel 1914, mentre comandava la Commissione Internazionale di Controllo, quale unità di protezione di un'Albania appena creata.
Dopo aver finito gli studi in Italia, Shundi ritornò a Tirana a esercitare la professione di avvocato, che continuò fino alla morte, avvenuta nel 1947.
Fu uno dei fondatori dell'Associazione Calcistica SK Tirana nel 1927, di cui fu calciatore fino al 1930 e poi suo dirigente per molti anni. Nel 10 luglio 1930 tenne, da direttore sportivo, il discorso per la vittoria del club del primo campionato di calcio di Albania. Nel periodo 1933-1936, fu presidente del club.
Da giornalista Shundi pubblicò (anche coi pseudonimi Gjergj Kuka o Nichts) vari articoli in diversi organi degli anni 1930 – 1940 ("Minerva", "Arbënia", "Shkëndija", e "Leka", ecc.). Contribuì nel 1941-1943 anche alla rivista Drini, un periodico mensile mirato a promuovere il turismo in Albania.
Da critico letterario si occupò, con un tono spesso polemico, della poesia contemporanea albanese di noti autori come Gjergj Fishta, Vinçenc Prennushi, e Lasgush Poradeci. Descrisse bene il carattere di Fishta tramite aneddoti e momenti caratteristici del sacerdote, i quali rivelano la sua arguzia e bonarietà. Anche se eclettico, nella sua critica fu influenzato dalla critica idealistica italiana di Benedetto Croce.
Pubblicò un dramma con temi folclorici, “Kalorësi i vdekjes ose Kostandini e Geruntina” (Il cavaliere della morte, o Constandino e Geruntina) (1937), e ha lasciato in manoscritto tre opere: "Dy titanët – Skënderbeu e Moisi Golemi” (I due titani - Scanderbeg e Moisi Golemi), “Votra e gjyshit – shënime historike” (Il focolare del nonno - cenni storici), e il romanzo "Nanë moj” (O mamma). Nessuno dei tre manoscritti è mai stato pubblicato fino a oggi. Shundi, insieme con una manciata di altri noti scrittori del 1930, ha aumentato la qualità della letteratura albanese degli anni 1930, che ha beneficiato di una maggiore modernizzazione e di aver ricevuto, tramite le loro opere, un'espressione più accesa e colorata.
Faceva parte, insieme con altri importanti figure dei circuiti letterari del tempo, come Nebil Çika, Ernest Koliqi, Asim Jakova, e Tahir Gjinali, della corrente "reazionaria" dei giovani, che era una variante del neo-albanesimo del filosofo Branko Merxhani.
Morì nel 1947 in circostanze misteriose. In riconoscimento dei suoi contributi come critico di letteratura e dirigente sportivo una strada di Tirana porta il suo nome.